# Чу Се Хёк
Чу Се Хьюк (кор. 주세혁, в отечественной спортивной прессе часто именуется как Ю Се Хьюк, род. 20 января 1980) — южнокорейский игрок в настольный теннис, призёр Олимпийских и Азиатских игр, чемпионатов и кубков мира. Известен тем, что возродил защитный стиль игры в настольном теннисе на самом высоком уровне, иногда его также называют создателем стиля «современная защита» (modern defence).

## Биография

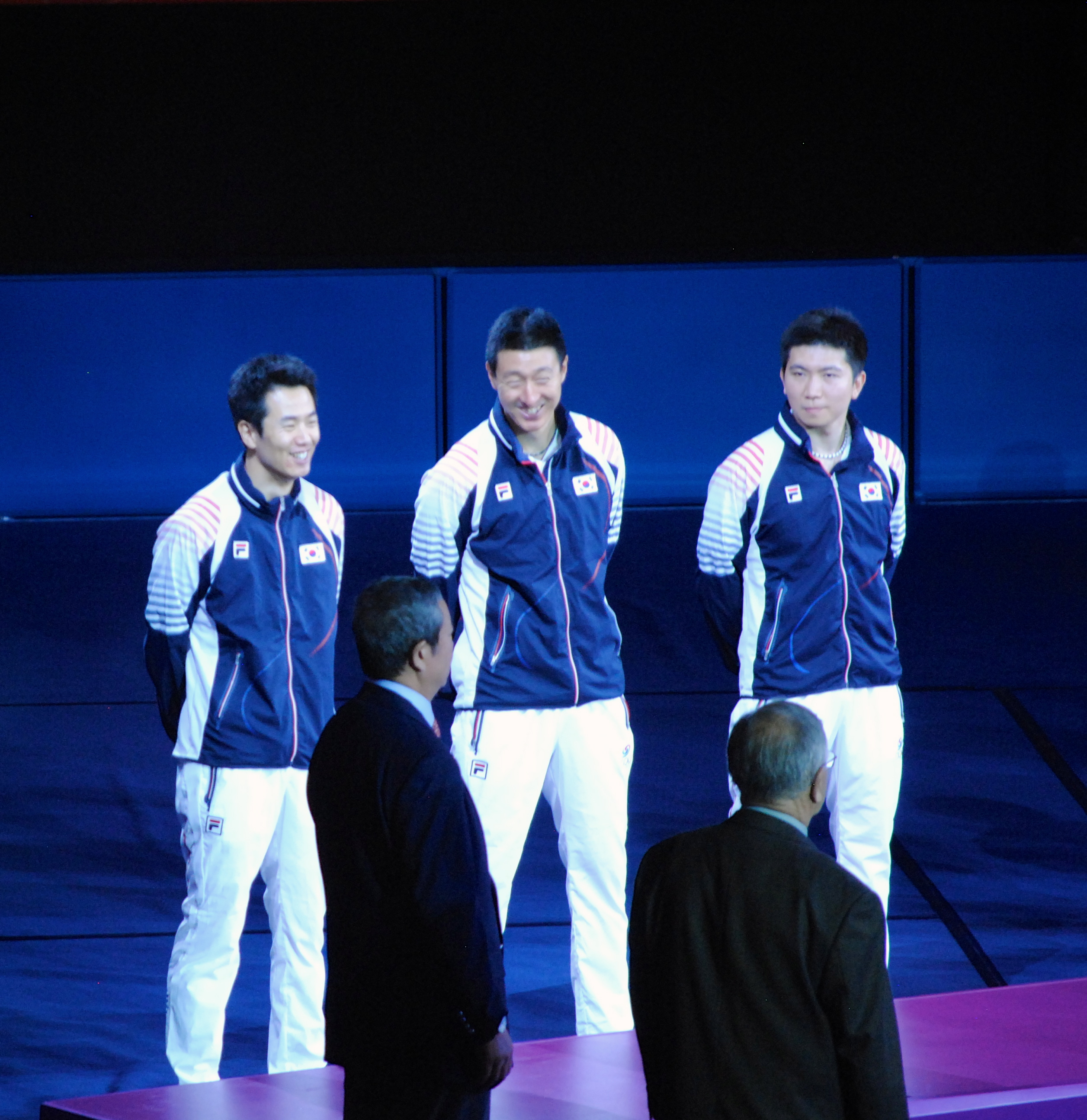
Серебряные призёры летних Олимпийских игр 2012 в командном зачете, Чу Се Хёк первый слева.

Родился в 1980 году в Сеуле. Впервые принял участие в соревнованиях по настольному теннису в возрасте 8 лет. В 2001 году был принят в национальную команду и сразу же привлек внимание болельщиков своим необычным стилем игры, который можно охарактеризовать как «агрессивная защита».
Первую свою медаль на чемпионате мира по настольному теннису завоевал в командном зачете в 2001 году в Осаке. В 2003 году завоевал серебро в одиночном разряде на чемпионате мира по настольному теннису в Париже, уступив в финале австрийцу Вернеру Шлагеру. В дальнейшем Чу Се Хёк не раз становился призёром многочисленных чемпионатов мира в командном разряде.
В 2006 году, дома, в Корее, Чу Се Хёк выиграл в одиночном разряде этап ITTF World Tour в Чонджу.
В 2011 году завоевал бронзовую медаль в одиночном разряде кубка мира по настольному теннису для мужчин в Париже и серебряную медаль на кубке мира по настольному теннису среди команд в Магдебурге.
В 2012 году завоевал серебряную медаль в составе команды Республики Кореи на Олимпийских играх в Лондоне.
В марте 2012 года Чу Се Хёк достиг наивысшей за свою карьеру позиции в мировом рейтинге — пятое место.
В 2012 году у Чу Се Хёка была диагностирована болезнь Адамантиадиса-Бехчета. Несмотря на то, что эта болезнь считается неизлечимой, спортсмен продолжил выступления на высочайшем уровне.
В 2016 году был включен в состав корейской команды для участия в Летних Олимпийских играх 2016 года.
В мае 2016 года выиграл в одиночном разряде этап ITTF World Tour в Загребе.

## Стиль игры
Чу Се Хёк играет в современном защитном стиле. Игра защитника и нападающего всегда была очень интересна для поклонников этого вида спорта своей зрелищностью, но со временем защитников становилось меньше в связи с развитием ракеток и накладок, и ускорением игры. В первой сотне мирового рейтинга число защитников исчислялось единицами. Чу Се Хёк пересмотрел отношение в мире к защитной игре и вывел её на новый уровень. Чу Се Хёк возвращает мяч защитными ударами с сильным нижним вращением и с левой и с правой стороны, как классический защитник, но в то же время использует сильные атакующие топ-спины справа и короткие атаки слева, как атакующий игрок. Многие специалисты называют его лучшим защитником в мире.